# Stanisław Płoski

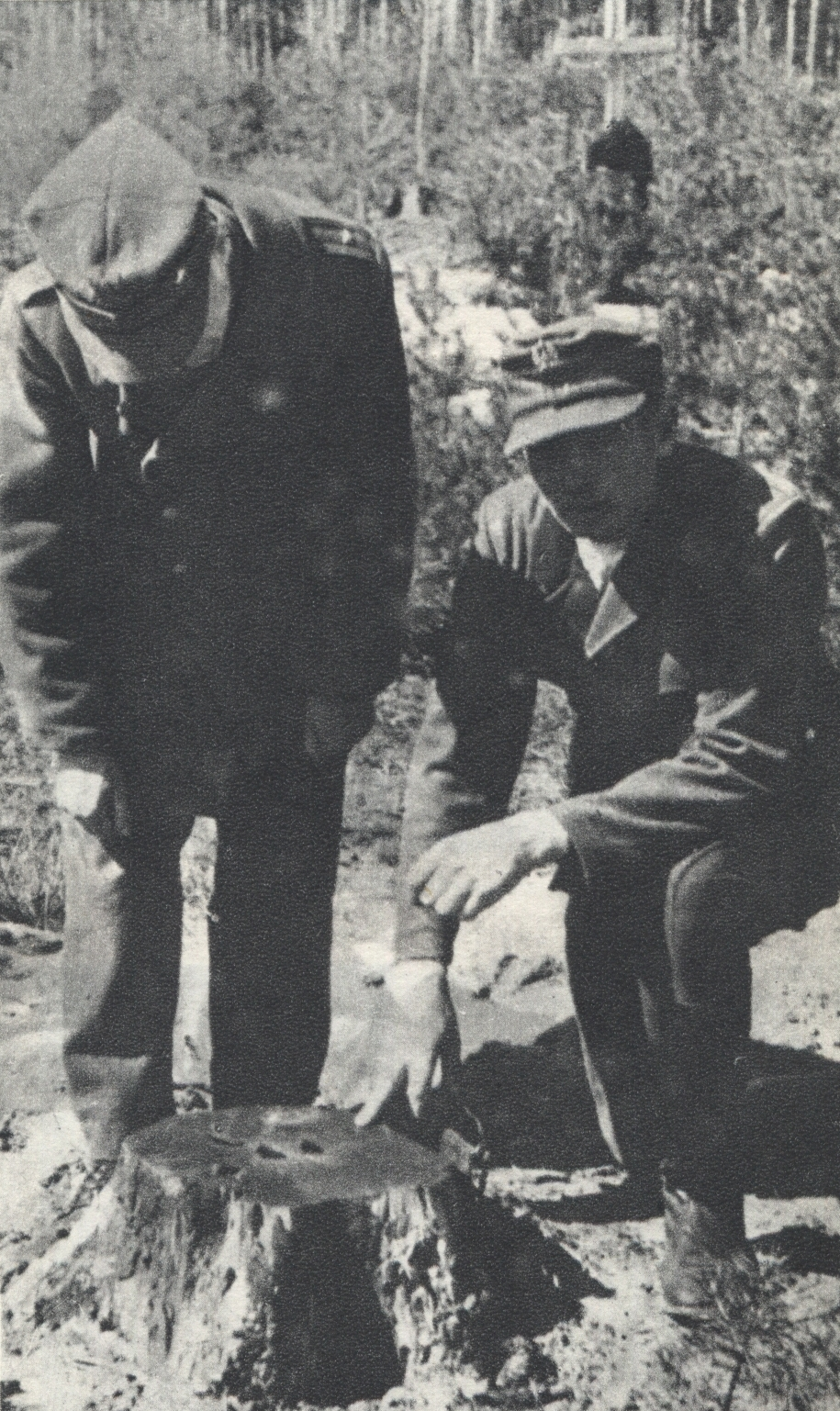
Stanisław Płoski (z lewej) podczas oględzin miejsca egzekucji w Palmirach (1946)

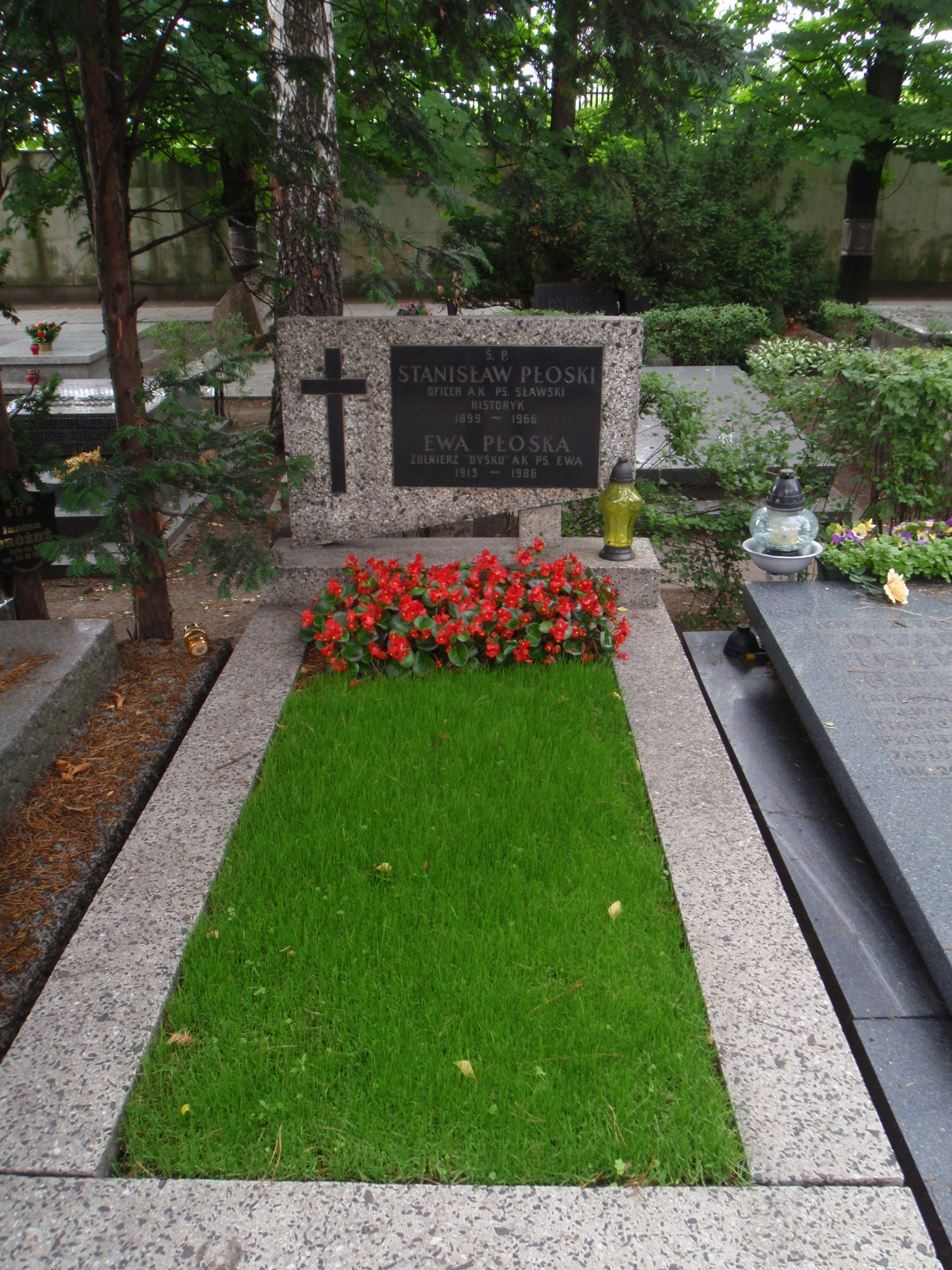
Grób Stanisława Płoskiego i Ewy Prauss-Płoskiej na cmentarzu Wojskowym na Powązkach w Warszawie

Stanisław Płoski, ps. Sławski, P. Stanisławski (ur. 22 listopada?/4 grudnia 1899 w Briańsku, zm. 7 marca 1966 w Otwocku) – profesor historii, podporucznik rezerwy, oficer Komendy Głównej Armii Krajowej, członek PPS.

## Życiorys
Urodził się w rodzinie Józefa i Wandy z Biegańskich. Po ukończeniu gimnazjum w Piotrkowie Trybunalskim rozpoczął studia historyczne na Uniwersytecie Warszawskim pod kierunkiem prof. Marcelego Handelsmana. W 1920 r. uczestniczył jako ochotnik w wojnie polsko-bolszewickiej. Po bezterminowym urlopowaniu z wojska ponownie podjął studia historyczne na wydziale filozoficznym UW. Od 1922 r. pracował w Wojskowym Instytucie Naukowo-Wydawniczym, w 1928 r. przemianowanym na Wojskowe Biuro Historyczne. W 1932 r. uzyskał stopień doktora z zakresu historii. Członek komitetu redakcyjnego „Przeglądu Socjalistycznego” (1932–1933), współpracownik „Encyklopedii Wojskowej”.
W kampanii wrześniowej 1939 uczestniczył w cywilnej obronie Warszawy. Już od jesieni 1939 r. działał w Służbie Zwycięstwu Polski. Początkowo zajmował się nasłuchem stacji radiowych, zaś do marca 1940 r. kierował Wojskowym Biurem Historycznym, w strukturach Biura Informacji i Propagandy Komendy Głównej Związku Walki Zbrojnej - Armii Krajowej. Wydawał miesięcznik „Insurekcja”. Wraz z płk. Alojzym Horakiem redagował od 10 czerwca 1940 r. pismo „Żołnierz Polski w Kampanii Wrześniowej”, które drukowane było początkowo jako dodatek do „Wiadomości Polskich". Od numeru 32 z listopada 1941 r. dodatek ukazywał się pod zmienionym tytułem - jako miesięcznik „Żołnierz Polski w Drugiej Wojnie Światowej”. Zmiana ta – pisano w artykule redakcyjnym – wywołana jest otrzymaniem pierwszych relacji o czynach wojennych naszego żołnierza walczącego na obczyźnie, co znalazło odzwierciedlenie w treści, pojawiły się bowiem wspomnienia z innych frontów, jednak tematyka wrześniowa nadal dominowała. Od 1942 r. pismo – kierowane w dalszym ciągu przez Stanisława Płoskiego – było dodatkiem do „Żołnierza Polskiego”. Ostatni, pięćdziesiąty czwarty numer, ukazał się w czerwcu 1944 r.
Brał udział w powstaniu warszawskim. Jednocześnie w czasie okupacji ściśle współpracował z organizacją Polscy Socjaliści.
W trakcie pobytu w obozie jenieckim Gross-Born w listopadzie i grudniu 1944 Aleksander Gieysztor i Stanisław Płoski, oficerowie Biura Informacji i Propagandy KG AK, opracowali dokument dotyczący całości działań powstańczych.
Od 1945 do 1950 r. był dyrektorem Instytutu Pamięci Narodowej przy Prezydium Rady Ministrów. Był aktywnym współpracownikiem Komisji Badania Zbrodni Niemieckich. Po rozwiązaniu Instytutu przez władze został skierowany do pracy w Archiwum Akt Dawnych. W 1953 r. powrócił do pracy naukowej obejmując Zakład Dokumentacji w Instytucie Historii PAN, a od 1957 r. Zakład Historii II Wojny Światowej IH PAN. W 1954 r. mianowany docentem, a w 1959 r. profesorem nadzwyczajnym.
Zmarł 7 marca 1966 r. po wielomiesięcznym pobycie w sanatorium w Otwocku. Został pochowany na cmentarzu Wojskowym na Powązkach w Warszawie (kwatera C 2-6-15).

## Życie prywatne
Tuż przed II wojną światową poślubił Ewę Prauss (1913–1986), córkę Ksawerego i Zofii, w czasie wojny żołnierza komórki wywiadu batalionu „Parasol”, uczestniczki powstania warszawskiego. Ich córką jest Zofia Romaszewska, wnuczką – Agnieszka Romaszewska-Guzy.

## Wybrane publikacje
- Powstanie warszawskie. Biuro Informacji i Propagandy KG AK. Warszawa: Oficyna Wydawnicza Signum 1981. Opracowanie powstało w listopadzie i grudniu 1944 roku w oficerskim obozie jeńców wojennych II D Gross-Born. Redakcja wraz Aleksandrem Gieysztorem.
- Niemieckie materiały do historii Powstania Warszawskiego, Warszawa 1958, redaktor.
- Bibliografia historii Polski XIX wieku. Polska Akademia Nauk. Instytut Historii Wrocław-Warszawa, Zakład Narodowy im. Ossolińskich 1958, redaktor.
- Wspomnienia więźniów Pawiaka (1939–1944), Warszawa 1964 redaktor.
- Okupacja i ruch oporu w „Dzienniku Hansa Franka”, Warszawa: Książka i Wiedza, 1972. Opracowanie i wybór.

## Ordery i odznaczenia
- Krzyż Komandorski Orderu Odrodzenia Polski (pośmiertnie, 10 listopada 2010)[7]
- Krzyż Kawalerski Orderu Odrodzenia Polski (29 maja 1946)[8]
- Krzyż Walecznych
- Srebrny Krzyż Zasługi (10 listopada 1933)[9]
- Medal Pamiątkowy za Wojnę 1918–1921[3]
- Medal Dziesięciolecia Odzyskanej Niepodległości[3]
- Medal 10-lecia Polski Ludowej (14 stycznia 1955)[10]
- Medal 3 Maja[3]
- Brązowy Medal za Długoletnią Służbę[3]